# 218998 Navi
218998 Navi este un asteroid din centura principală de asteroizi.

## Descriere
218998 Navi este un asteroid din centura principală de asteroizi. A fost descoperit pe 3 mai 2008 la Marly de Peter Kocher. Asteroidul prezintă o orbită caracterizată de o semiaxă mare de 2,55 ua, o excentricitate de 0,12 și o înclinație de 8,8° în raport cu ecliptica.